# Laurel Parmet
Laurel Akira Parmet ist eine US-amerikanische Filmproduzentin, Drehbuchautorin und Filmregisseurin.

## Leben
Laurel Parmet ist die Tochter des Kameramanns Phil Parmet, der in seiner Karriere mehrere Male mit Regisseur Rob Zombie zusammenarbeitete, und der Kostümbildnerin Lisa Parmet. Sie wuchs in Los Angeles auf und besuchte die Tisch School of the Arts der New York University.
Ihr Kurzfilm Spring feierte im März 2017 beim South by Southwest Film Festival seine Premiere, ihr Kurzfilm Kira Burning ebendort im März des darauffolgenden Jahres. Beide Filme waren hier für den Grand Jury Award nominiert.
Nach ihrem Masterabschluss war Parmet Fellow im Sundance Institute Feature Film Program und entwickelte dort ihr Spielfilmdebüt The Starling Girl. In dem Film spielt Eliza Scanlen in der Titelrolle eine 17-Jährige, die sich mit dem jungen Pastor der streng christlichen Gemeinschaft, in der sie lebt, einlässt. The Starling Girl feierte beim Sundance Film Festival 2023 seine Premiere. Bereits vor der Premiere des Films wurde sie im November 2022 von Variety in die Liste „10 Directors to Watch“ des Jahres 2023 aufgenommen.

## Filmografie
- 2011: Mother (Kurzfilm, Regie und Drehbuch)
- 2011: Pampeliska (Kurzfilm, Regie und Drehbuch)
- 2015: Chute Fighter (Kurzfilm, Regie und Drehbuch)
- 2017. Spring (Kurzfilm, Regie und Drehbuch)
- 2018: Kira Burning (Kurzfilm, Regie und Drehbuch)
- 2023: The Starling Girl (Regie und Drehbuch)

## Auszeichnungen
Sundance Film Festival
- 2023: Nominierung im U.S. Dramatic Competition (The Starling Girl)

South by Southwest Film Festival
- 2017: Nominierung für den Grand Jury Award – Narrative Short (Spring)
- 2018: Nominierung für den Grand Jury Award – Narrative Short (Kira Burning)